# 4TEEN十四歲
4TEEN十四歲（4TEEN （フォーティーン））是日本作家石田衣良的連續短篇小說集，描述四名十四歲的少年日常生活的點點滴滴。本書獲得了第129回直木三十五獎。2004年由WOWOW制作成電視劇，並改編為漫畫於《Big Comic Spirits》連載（繪者為海埜悠子）。

## 登場人物
哲郎
本名叫森本哲郎，故事的第一人稱敘述者。
直人
患有罕見疾病的少年，家中富裕。
阿大
本名小野大輔，體型肥壯，是四人之中家裡經濟能力最差的。
阿淳
四人中的資優生，性格成熟而善於說話。

## 收錄短篇
- 驚喜（『小説新潮』1999年7月号）
- 月之草（『小説新潮』2001年5月号）
- 飛翔少年（『小説新潮』2002年6月号）
- 十四歲的情事（『小説新潮』2002年8月号）
- 煙火大會的夜晚（『小説新潮』2001年12月号）
- 關於性這回事（首度收錄）
- 天空色的腳踏車（『小説新潮』2002年3月号）
- 十五歲的旅程（首度收錄）

## 電視劇
由WOWOW製作成電視劇，並在2004年7月25日開始上映。該劇取景則是到小說中的各個真實場景拍攝。
該劇獲得第59回的日本文化廳藝術祭優秀賞，2005年的日本民間放送聯盟賞電視劇組最優秀賞 以及2004年日本電視銀河賞。

### 演員
- 哲郎 - 角田紳太朗
- 阿大 - 柄本時生
- 直人-  落合扶樹
- 阿純 - 若葉龍也
- 赤坂 - 菅原文太
- 加藤 - 螢原徹
- 島田 - 寺島進
- 珠子 - 中尾ミエ
- 莉卡 - 奧田惠梨華
- 盧米納 - hanae*

### 參與人員
- 監督 - 廣木隆一
- 脚本 - 斉藤ひろし
- 原作 - 石田衣良
- 製片 – 青木竹彦 (WOWOW)
- 制作 - 山下秀治
- 企画 - 山本均 (WOWOW) 、出川朋子 (WOWOW)
- 音楽 - 林祐介
- 楽曲 - Happy End、決明子
- 撮影 - 水口智之、（VE - 鏡原圭吾）
- 照明 - 関輝久
- 録音 - 漆田晃
- 編集 - 菊池純一
- 美術 - 金勝浩一
- 助監督 - 毛利安孝

### 韓國版
主條目：4teen

## 外部連結
- 『4TEEN』書評・対談（页面存档备份，存于） -森絵都的書評 刊登於『波』2003年7月號
- 4TEEN電視劇設定頁（页面存档备份，存于）